# Solo yo
«Solo yo» es una canción de la cantante mexicana Sofía Reyes y el cantante dominicano-estadounidense Prince Royce . La canción fue lanzada el 29 de enero de 2016 como el tercer sencillo del álbum de estudio debut de Reyes Louder! (2017). Recibió una nominación a Premio Lo Nuestro a la Canción Pop del Año y Canción Pop/Rock del Año.
Se lanzó una versión en inglés el 11 de marzo de 2016 con el título "Nobody But Me".

## Listas musicales
| Lista (2016)                       | Mejor posición |
| ---------------------------------- | -------------- |
| Estados Unidos (Latin Pop Airplay) | 1              |
| Estados Unidos (Hot Latin Songs)   | 35             |

## Certificaciones
| País                                                             | Certificación | Ventas   |
| ---------------------------------------------------------------- | ------------- | -------- |
| Estados Unidos                                                   | Oro (Latin)   | 300,000^ |
| ^ cifras de envíos sobre la base de la certificación por sí sola |               |          |